# Madatschkopf
Der Madatschkopf ist ein 2783 m hoher Berg im Kaunergrat, Ötztaler Alpen.

## Routen zum Gipfel
Von der Verpeilhütte im Verpeiltal ist der Madatschkopf in etwa 2 bis 2,5 Stunden Wanderung zu erreichen.